# 24 Horas de Le Mans de 1984
As 24 Hours of Le Mans de 1984 foi o 52º grande prêmio automobilístico das 24 Horas de Le Mans, tendo acontecido nos dias 16 e 17 de junho 1984 em Le Mans, França no autódromo francês, Circuit de la Sarthe. Foi a primeira vez que a equipe de fábrica da Porsche não enviou um dos seus três carros para competir, devido a um desacordo quanto ao consumo de combustível pelos veículos com a Automobile Club de l'Ouest. Jacky Ickx não competiu no evento pela primeira vez em mais de dez anos. Apenas, três semanas antes do evento os pilotos de fábrica descobriram que a restrição para somente pilotarem na equipe da fábrica não era válida.

## Resultados Finais

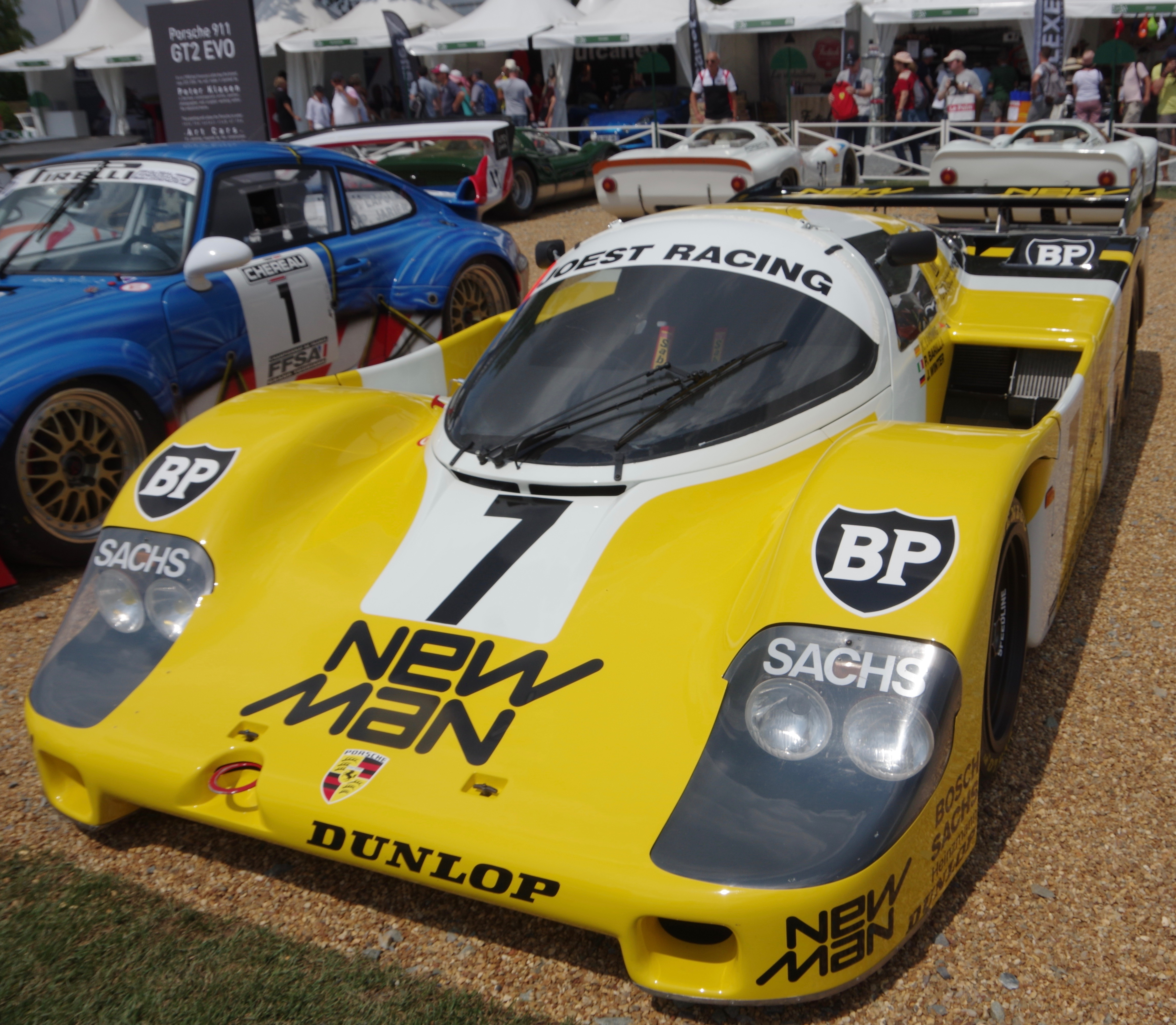
1. 7 Joest Racing Porsche 956B

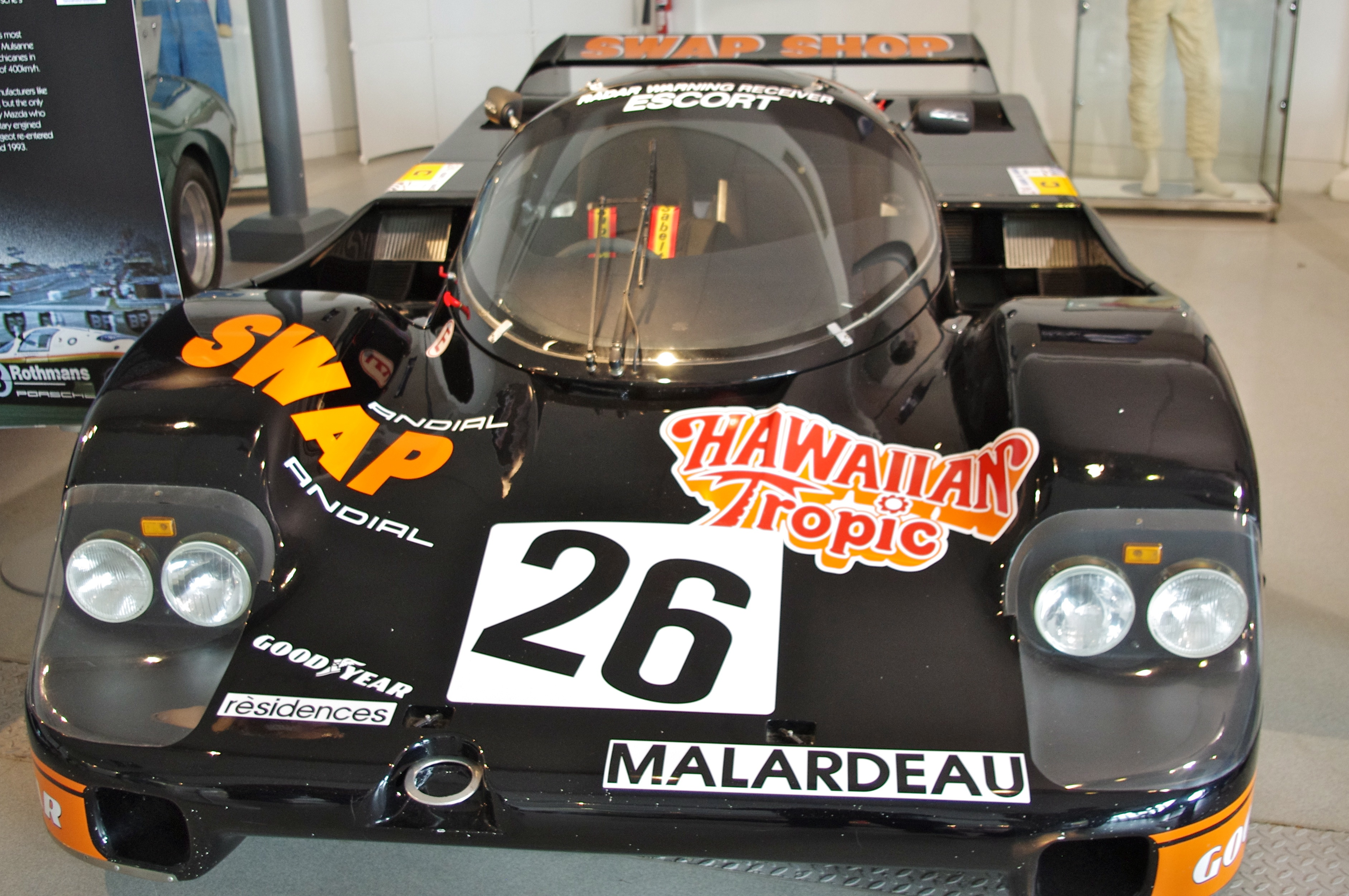
1. 26 Henn's T-Bird Swap Shop Porsche 956

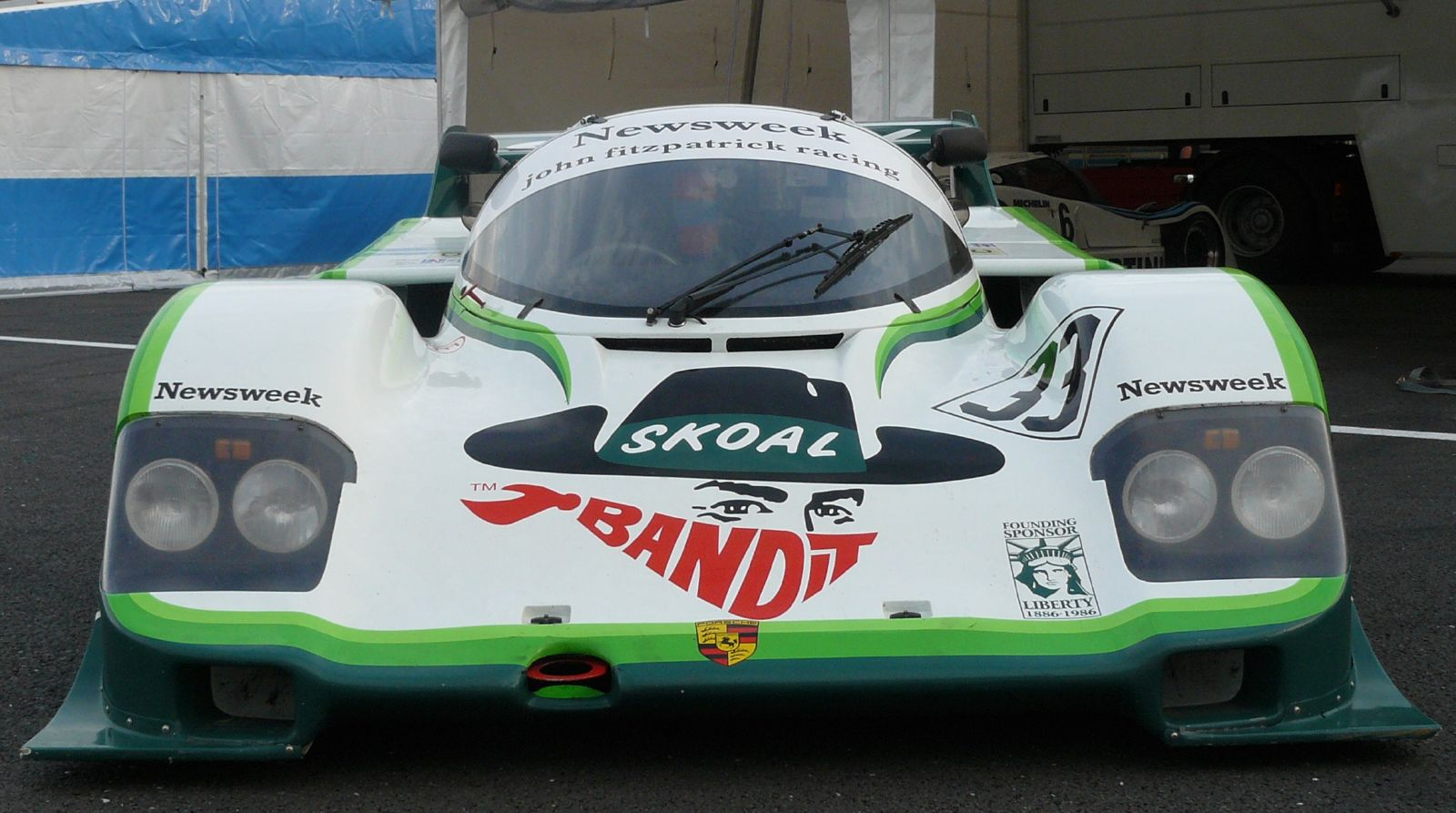
1. 33 John Fitzpatrick Racing Porsche 956

| Pos     | Class    | No  | Equipe                                            | Pilotos                                                   | Chassis                               | Pneus | Voltas |
| Pos     | Class    | No  | Equipe                                            | Pilotos                                                   | Motor                                 | Pneus | Voltas |
| ------- | -------- | --- | ------------------------------------------------- | --------------------------------------------------------- | ------------------------------------- | ----- | ------ |
| 1       | C1       | 7   | New-Man Joest Racing                              | Henri Pescarolo Klaus Ludwig                              | Porsche 956B                          | D     | 360    |
| 1       | C1       | 7   | New-Man Joest Racing                              | Henri Pescarolo Klaus Ludwig                              | Porsche Type-935 2.6 L Turbo Flat-6   | D     | 360    |
| 2       | C1       | 26  | Henn's T-Bird Swap Shop                           | Jean Rondeau John Paul, Jr.                               | Porsche 956                           | G     | 358    |
| 2       | C1       | 26  | Henn's T-Bird Swap Shop                           | Jean Rondeau John Paul, Jr.                               | Porsche Type-935 2.6 L Turbo Flat-6   | G     | 358    |
| 3       | C1       | 33  | Skoal Bandit Porsche Team John Fitzpatrick Racing | David Hobbs Philippe Streiff Sarel van der Merwe          | Porsche 956B                          | Y     | 351    |
| 3       | C1       | 33  | Skoal Bandit Porsche Team John Fitzpatrick Racing | David Hobbs Philippe Streiff Sarel van der Merwe          | Porsche Type-935 2.6 L Turbo Flat-6   | Y     | 351    |
| 4       | C1       | 9   | Brun Motorsport GmbH                              | Walter Brun Prince Leopold von Bayern Bob Akin            | Porsche 956B                          | D     | 340    |
| 4       | C1       | 9   | Brun Motorsport GmbH                              | Walter Brun Prince Leopold von Bayern Bob Akin            | Porsche Type-935 2.6 L Turbo Flat-6   | D     | 340    |
| 5       | C1       | 12  | Schornstein Racing Team                           | Volkert Merl Dieter Schornstein "John Winter"             | Porsche 956                           | D     | 340    |
| 5       | C1       | 12  | Schornstein Racing Team                           | Volkert Merl Dieter Schornstein "John Winter"             | Porsche Type-935 2.6 L Turbo Flat-6   | D     | 340    |
| 6       | C1       | 11  | Porsche Kremer Racing                             | Alan Jones Vern Schuppan Jean-Pierre Jarier               | Porsche 956B                          | D     | 337    |
| 6       | C1       | 11  | Porsche Kremer Racing                             | Alan Jones Vern Schuppan Jean-Pierre Jarier               | Porsche Type-935 2.6 L Turbo Flat-6   | D     | 337    |
| 7       | C1       | 20  | Brun Motorsport GmbH                              | Massimo Sigala Oscar Larrauri Joël Gouhier                | Porsche 956                           | D     | 335    |
| 7       | C1       | 20  | Brun Motorsport GmbH                              | Massimo Sigala Oscar Larrauri Joël Gouhier                | Porsche Type-935 2.6 L Turbo Flat-6   | D     | 335    |
| 8       | C1       | 4   | Martini Racing                                    | Bob Wollek Alessandro Nannini                             | Lancia LC2                            | D     | 326    |
| 8       | C1       | 4   | Martini Racing                                    | Bob Wollek Alessandro Nannini                             | Ferrari 308C 3.0 L Turbo V8           | D     | 326    |
| 9       | C1       | 17  | Porsche Kremer Racing                             | Tiff Needell David Sutherland Rusty French                | Porsche 956                           | D     | 321    |
| 9       | C1       | 17  | Porsche Kremer Racing                             | Tiff Needell David Sutherland Rusty French                | Porsche Type-935 2.6L Turbo Flat-6    | D     | 321    |
| 10      | C2       | 68  | B.F. Goodrich Company                             | John O'Steen John Morton Yoshimi Katayama                 | Lola T616                             | BF    | 320    |
| 10      | C2       | 68  | B.F. Goodrich Company                             | John O'Steen John Morton Yoshimi Katayama                 | Mazda 13B 1.3 L 2-Rotor               | BF    | 320    |
| 11      | C2       | 93  | Jean-Philippe Grand Graff Racing                  | Jean-Philippe Grand Jean-Paul Libert Pascal Witmeur       | Rondeau M379                          | A     | 310    |
| 11      | C2       | 93  | Jean-Philippe Grand Graff Racing                  | Jean-Philippe Grand Jean-Paul Libert Pascal Witmeur       | Ford Cosworth DFV 3.0 L V8            | A     | 310    |
| 12      | C2       | 67  | B.F. Goodrich Company                             | Jim Busby Boy Hayje Rick Knoop                            | Lola T616                             | BF    | 295    |
| 12      | C2       | 67  | B.F. Goodrich Company                             | Jim Busby Boy Hayje Rick Knoop                            | Mazda 13B 1.3 L 2-Rotor               | BF    | 295    |
| 13      | C1       | 37  | McCormack and Dodge                               | Jim Mullen Walt Bohren Alain Ferté                        | Rondeau M482                          | G     | 293    |
| 13      | C1       | 37  | McCormack and Dodge                               | Jim Mullen Walt Bohren Alain Ferté                        | Ford Cosworth DFL 3.3 L V8            | G     | 293    |
| 14      | B        | 109 | Helmut Gall                                       | Philippe Dagoreau Jean-François Yvon Pierre de Thoisy     | BMW M1                                | D     | 292    |
| 14      | B        | 109 | Helmut Gall                                       | Philippe Dagoreau Jean-François Yvon Pierre de Thoisy     | BMW M88/1 3.5 L I6                    | D     | 292    |
| 15      | C2       | 87  | Mazdaspeed Co. Ltd.                               | Dave Kennedy Jean-Michel Martin Philippe Martin           | Mazda 727C                            | D     | 291    |
| 15      | C2       | 87  | Mazdaspeed Co. Ltd.                               | Dave Kennedy Jean-Michel Martin Philippe Martin           | Mazda 13B 1.3 L 2-Rotor               | D     | 291    |
| 16      | B        | 106 | Claude Haldi                                      | Claude Haldi Altfrid Heger Jean Krucker                   | Porsche 930                           | M     | 285    |
| 16      | B        | 106 | Claude Haldi                                      | Claude Haldi Altfrid Heger Jean Krucker                   | Porsche 3.3 L Turbo Flat-6            | M     | 285    |
| 17      | IMSA GTO | 122 | Raymond Touroul                                   | Raymond Touroul Valentin Bertapelle Thierry Perrier       | Porsche 911SC                         | M     | 283    |
| 17      | IMSA GTO | 122 | Raymond Touroul                                   | Raymond Touroul Valentin Bertapelle Thierry Perrier       | Porsche 3.0 L Flat-6                  | M     | 283    |
| 18      | IMSA GTO | 123 | Equipe Alméras Fréres                             | Jean-Marie Alméras Jacques Alméras Tom Winters            | Porsche 930                           | M     | 268    |
| 18      | IMSA GTO | 123 | Equipe Alméras Fréres                             | Jean-Marie Alméras Jacques Alméras Tom Winters            | Porsche 3.3 L Turbo Flat-6            | M     | 268    |
| 19      | C2       | 81  | Scuderia Jolly Club                               | Almo Coppelli Davide Pavia Guido Daccò                    | Alba AR2                              | A     | 262    |
| 19      | C2       | 81  | Scuderia Jolly Club                               | Almo Coppelli Davide Pavia Guido Daccò                    | Giannini Carma FF 2.0 L Turbo I4      | A     | 262    |
| 20      | C2       | 86  | Mazdaspeed Co. Ltd.                               | Pierre Diudonné Takashi Yorino Yojiro Terada              | Mazda 727C                            | D     | 261    |
| 20      | C2       | 86  | Mazdaspeed Co. Ltd.                               | Pierre Diudonné Takashi Yorino Yojiro Terada              | Mazda 13B 1.3 L 2-Rotor               | D     | 261    |
| 21      | C2       | 80  | Scuderia Jolly Club                               | Martino Finotto Carlo Facetti Marco Vanoli                | Alba AR2                              | A     | 258    |
| 21      | C2       | 80  | Scuderia Jolly Club                               | Martino Finotto Carlo Facetti Marco Vanoli                | Giannini Carma FF 2.0 L Turbo I4      | A     | 258    |
| 22      | B        | 107 | Raymond Boutinaud                                 | Raymond Boutinaud Philippe Renault Giles Guinand          | Porsche 928S                          | ?     | 255    |
| 22      | B        | 107 | Raymond Boutinaud                                 | Raymond Boutinaud Philippe Renault Giles Guinand          | Porsche 4.7 L V8                      | ?     | 255    |
| 23 DNF  | IMSA GTP | 44  | Jaguar Group 44                                   | Brian Redman Doc Bundy Bob Tullius                        | Jaguar XJR-5                          | G     | 291    |
| 23 DNF  | IMSA GTP | 44  | Jaguar Group 44                                   | Brian Redman Doc Bundy Bob Tullius                        | Jaguar 6.0 L V12                      | G     | 291    |
| 24 DNF  | C1       | 5   | Martini Racing                                    | Paolo Barilla Hans Heyer Mauro Baldi                      | Lancia LC2                            | D     | 275    |
| 24 DNF  | C1       | 5   | Martini Racing                                    | Paolo Barilla Hans Heyer Mauro Baldi                      | Ferrari 308C 3.0 L Turbo V8           | D     | 275    |
| 24 DNF  | C1       | 21  | Charles Ivey Racing                               | Alain de Cadenet Allan Grice Chris Craft                  | Porsche 956                           | D     | 274    |
| 24 DNF  | C1       | 21  | Charles Ivey Racing                               | Alain de Cadenet Allan Grice Chris Craft                  | Porsche Type-935 2.6 L Turbo Flat-6   | D     | 274    |
| 26 DNF  | IMSA GTP | 61  | Henn's T-Bird Swap Shop                           | Michel Ferté Edgar Dören Preston Henn                     | Porsche 962                           | G     | 247    |
| 26 DNF  | IMSA GTP | 61  | Henn's T-Bird Swap Shop                           | Michel Ferté Edgar Dören Preston Henn                     | Porsche Type-935 2.9 L Turbo Flat-6   | G     | 247    |
| 27 DNF  | C1       | 14  | GTi Engineering                                   | Jan Lammers Jonathan Palmer Marcelo Monte                 | Porsche 956                           | D     | 239    |
| 27 DNF  | C1       | 14  | GTi Engineering                                   | Jan Lammers Jonathan Palmer Marcelo Monte                 | Porsche Type-935 2.6 L Turbo Flat-6   | D     | 239    |
| 28 DNF  | IMSA GTP | 40  | Jaguar Group 44                                   | Tony Adamowicz John Watson Claude Ballot-Léna             | Jaguar XJR-5                          | G     | 212    |
| 28 DNF  | IMSA GTP | 40  | Jaguar Group 44                                   | Tony Adamowicz John Watson Claude Ballot-Léna             | Jaguar 6.0 L V12                      | G     | 212    |
| 29 DNF  | C1       | 8   | New-Man Joest Racing                              | Stefan Johansson Jean-Louis Schlesser Maurizio de Narváez | Porsche 956                           | D     | 170    |
| 29 DNF  | C1       | 8   | New-Man Joest Racing                              | Stefan Johansson Jean-Louis Schlesser Maurizio de Narváez | Porsche Type-935 2.6 L Turbo Flat-6   | D     | 170    |
| 30 DNF  | C1       | 38  | Dorset Racing Associates                          | Nick Faure Mike Galvin Richard Jones                      | Dome RC82                             | D     | 156    |
| 30 DNF  | C1       | 38  | Dorset Racing Associates                          | Nick Faure Mike Galvin Richard Jones                      | Ford Cosworth DFL 3.3 L V8            | D     | 156    |
| 31 DNF  | C1       | 50  | Primagaz                                          | Pierre Yver Bernard de Dryver Pierre-François Rousselot   | Rondeau M382                          | M     | 155    |
| 31 DNF  | C1       | 50  | Primagaz                                          | Pierre Yver Bernard de Dryver Pierre-François Rousselot   | Ford Cosworth DFV 3.0 L V8            | M     | 155    |
| 32 DNF  | C1       | 13  | Primagaz                                          | Yves Courage Michel Dubois John Jellinek                  | Cougar C02                            | M     | 153    |
| 32 DNF  | C1       | 13  | Primagaz                                          | Yves Courage Michel Dubois John Jellinek                  | Ford Cosworth DFL 3.3 L V8            | M     | 153    |
| 33 DNF  | C1       | 47  | Obermaier Racing GmbH                             | Jürgen Lässig George Fouché John Graham                   | Porsche 956                           | D     | 147    |
| 33 DNF  | C1       | 47  | Obermaier Racing GmbH                             | Jürgen Lässig George Fouché John Graham                   | Porsche Type-935 2.6 L Turbo Flat-6   | D     | 147    |
| 34 DNF  | IMSA GTO | 121 | Charles Ivey Racing                               | David Ovey Paul Smith Margie Smith-Haas                   | Porsche 930                           | A     | 146    |
| 34 DNF  | IMSA GTO | 121 | Charles Ivey Racing                               | David Ovey Paul Smith Margie Smith-Haas                   | Porsche 3.3L Turbo Flat-6             | A     | 146    |
| 35 DNF  | C1       | 34  | Team Australia John Fitzpatrick Racing            | Peter Brock Larry Perkins                                 | Porsche 956                           | D     | 145    |
| 35 DNF  | C1       | 34  | Team Australia John Fitzpatrick Racing            | Peter Brock Larry Perkins                                 | Porsche Type-935 2.6 L Turbo Flat-6   | D     | 145    |
| 36 DSQ† | C1       | 16  | GTi Engineering                                   | Richard Lloyd Nick Mason René Metge                       | Porsche 956                           | D     | 139    |
| 36 DSQ† | C1       | 16  | GTi Engineering                                   | Richard Lloyd Nick Mason René Metge                       | Porsche Type-935 2.6 L Turbo Flat-6   | D     | 139    |
| 37 DNF  | C1       | 23  | WM Secateva                                       | Roger Dorchy Alain Couderc Gerard Patté                   | WM P83B                               | M     | 122    |
| 37 DNF  | C1       | 23  | WM Secateva                                       | Roger Dorchy Alain Couderc Gerard Patté                   | Peugeot PRV 2.8 L Turbo V6            | M     | 122    |
| 38 DNF  | C1       | 6   | BP Résidences Malardeau Scuderia Jolly Club       | Pierluigi Martini Xavier Lapeyre Beppe Gabbiani           | Lancia LC2                            | D     | 117    |
| 38 DNF  | C1       | 6   | BP Résidences Malardeau Scuderia Jolly Club       | Pierluigi Martini Xavier Lapeyre Beppe Gabbiani           | Ferrari 308C 3.0 L Turbo V8           | D     | 117    |
| 39 DNF  | B        | 101 | Jens Winther Team Castrol                         | Jens Winther David Mercer Lars-Viggo Jensen               | BMW M1                                | A     | 96     |
| 39 DNF  | B        | 101 | Jens Winther Team Castrol                         | Jens Winther David Mercer Lars-Viggo Jensen               | BMW M88/1 3.5 L I6                    | A     | 96     |
| 40 DNF  | IMSA GTP | 62  | Pegasus Racing Ltd.                               | Ken Marsden Jr. Marion L. Speer Wayne Pickering           | March 84G                             | G     | 95     |
| 40 DNF  | IMSA GTP | 62  | Pegasus Racing Ltd.                               | Ken Marsden Jr. Marion L. Speer Wayne Pickering           | Buick 3.3 L Turbo V6                  | G     | 95     |
| 41 DNF  | C1       | 31  | Viscount Downe Aston Martin                       | Ray Mallock Drake Olson                                   | Nimrod NRA/C2B                        | A     | 94     |
| 41 DNF  | C1       | 31  | Viscount Downe Aston Martin                       | Ray Mallock Drake Olson                                   | Aston Martin-Tickford DP1229 5.3 L V8 | A     | 94     |
| 42 DNF  | C1       | 32  | Viscount Downe Aston Martin                       | John Sheldon Mike Salmon Richard Attwood                  | Nimrod NRA/C2B                        | A     | 92     |
| 42 DNF  | C1       | 32  | Viscount Downe Aston Martin                       | John Sheldon Mike Salmon Richard Attwood                  | Aston Martin-Tickford DP1229 5.3 L V8 | A     | 92     |
| 43 DNF  | C1       | 24  | WM Secateva                                       | Michel Pignard Jean-Daniel Raulet Pascal Pessiot          | WM P83B                               | M     | 74     |
| 43 DNF  | C1       | 24  | WM Secateva                                       | Michel Pignard Jean-Daniel Raulet Pascal Pessiot          | Peugeot PRV 2.8 L Turbo V6            | M     | 74     |
| 44 DNF  | C1       | 55  | Skoal Bandit Porsche Team John Fitzpatrick Racing | Rupert Keegan Guy Edwards Roberto Moreno                  | Porsche 962                           | Y     | 72     |
| 44 DNF  | C1       | 55  | Skoal Bandit Porsche Team John Fitzpatrick Racing | Rupert Keegan Guy Edwards Roberto Moreno                  | Porsche Type-935 2.6 L Turbo Flat-6   | Y     | 72     |
| 45 DNF  | B        | 114 | Michel Lateste                                    | Michel Lateste Michel Bienvault "Ségolen"                 | Porsche 930                           | ?     | 70     |
| 45 DNF  | B        | 114 | Michel Lateste                                    | Michel Lateste Michel Bienvault "Ségolen"                 | Porsche 3.3 L Turbo Flat-6            | ?     | 70     |
| 46 DNF  | C2       | 70  | Spice-Tiga Racing                                 | Gordon Spice Ray Bellm Neil Crang                         | Tiga GC84                             | A     | 69     |
| 46 DNF  | C2       | 70  | Spice-Tiga Racing                                 | Gordon Spice Ray Bellm Neil Crang                         | Ford Cosworth DFL 3.3 L V8            | A     | 69     |
| 47 DNF  | IMSA GTX | 27  | Scuderia Bellancauto                              | Roberto Marazzi Maurizio Micangeli Dominique Lacaud       | Ferrari 512BB/LM                      | D     | 65     |
| 47 DNF  | IMSA GTX | 27  | Scuderia Bellancauto                              | Roberto Marazzi Maurizio Micangeli Dominique Lacaud       | Ferrari 5.0 L Flat-12                 | D     | 65     |
| 48 DNF  | C2       | 48  | John Bartlett Racing                              | François Migault Steve Kempton François Sérvanin          | Lola T610                             | D     | 52     |
| 48 DNF  | C2       | 48  | John Bartlett Racing                              | François Migault Steve Kempton François Sérvanin          | Ford Cosworth DFL 3.3 L V8            | D     | 52     |
| 49 DNF  | C1       | 45  | Christian Bussi                                   | Christian Bussi Jack Griffin Bruno Ilien                  | Rondeau M382                          | D     | 49     |
| 49 DNF  | C1       | 45  | Christian Bussi                                   | Christian Bussi Jack Griffin Bruno Ilien                  | Ford Cosworth DFL 3.3 L V8            | D     | 49     |
| 50 DNF  | C2       | 79  | A.D.A. Engineering                                | Ian Harrower Bob Wolff Glen Smith                         | ADA 01                                | A     | 42     |
| 50 DNF  | C2       | 79  | A.D.A. Engineering                                | Ian Harrower Bob Wolff Glen Smith                         | Ford Cosworth DFL 3.3 L V8            | A     | 42     |
| 51 DNF  | C2       | 85  | Hubert Striebig                                   | Hubert Striebig Jacques Heuclin Noël del Bello            | Sthemo SM C2                          | ?     | 41     |
| 51 DNF  | C2       | 85  | Hubert Striebig                                   | Hubert Striebig Jacques Heuclin Noël del Bello            | BMW M88/1 3.5 L I6                    | ?     | 41     |
| 52 DNF  | C2       | 77  | Ecurie Ecosse                                     | Mike Wilds David Duffield David Leslie                    | Ecosse C284                           | A     | 36     |
| 52 DNF  | C2       | 77  | Ecurie Ecosse                                     | Mike Wilds David Duffield David Leslie                    | Ford Cosworth DFV 3.0 L V8            | A     | 36     |
| 53 DNF  | C1       | 25  | C.A.M.S. Charles Ivey Racing                      | Dudley Wood John Cooper Barry Robinson                    | Grid S2                               | A     | 10     |
| 53 DNF  | C1       | 25  | C.A.M.S. Charles Ivey Racing                      | Dudley Wood John Cooper Barry Robinson                    | Porsche Type-935 2.9 L Turbo Flat-6   | A     | 10     |
| DNS     | C1       | 39  | Uchida Dome Racing Team                           | Eje Elgh Stanley Dickens                                  | Dome RC83                             | D     | -      |
| DNS     | C1       | 39  | Uchida Dome Racing Team                           | Eje Elgh Stanley Dickens                                  | Ford Cosworth DFL 4.0 L V8            | D     | -      |
| DNS     | C2       | 99  | J.Q.F. Engineering Ltd.                           | Roy Baker Jeremy Rossiter François Duret                  | Tiga GC84                             | A     | -      |
| DNS     | C2       | 99  | J.Q.F. Engineering Ltd.                           | Roy Baker Jeremy Rossiter François Duret                  | Ford Cosworth BDT 1.8 L Turbo I4      | A     | -      |

Legenda :DNQ = Não largou - DNF = Abandono - NC = Não classificado - DSQ= Desqualificado